# Cadillac F1
Cadillac Formula 1 Team – zespół, konstruktor i dostawca silników Formuły 1. Debiut Cadillaka w charakterze konstruktora planowany jest na 2026 rok.

## Historia
Zaangażowanie Cadillaka w Mistrzostwa Świata sięga lat 1952–1953, kiedy przedsiębiorstwo było dostawcą silników 4,5 litra V8 w Indianapolis 500. W 1952 roku z silnika Cadillac korzystał Johnny Fedricks, a rok później – Bill Homeier. Żaden z kierowców nie zakwalifikował się do wyścigu.
Debiut Cadillaka w Formule 1 jako konstruktora jest powiązany z próbą wejścia do tego sportu zespołu Andretti Global. W 2021 roku Andretti próbował bez skutku nabyć Saubera. W lutym 2022 roku Michael Andretti wysłał aplikację o dopuszczenie jego zespołu jako jedenastego uczestnika Mistrzostw Świata Formuły 1 od sezonu 2024. Na początku 2023 roku Andretti ogłosił, iż nawiązał współpracę z General Motors, w efekcie czego powstało wspólne zgłoszenie Andretti-Cadillac. W październiku 2023 roku aplikacja Andrettiego została zaakceptowana przez Formułę 1, a w listopadzie Cadillac zarejestrował się w FIA jako dostawca silników Formuły 1 od sezonu 2028. W styczniu 2024 roku właściciel praw komercyjnych Formuły 1 – Formula One Management – odrzucił zgłoszenie Andrettiego argumentując, iż zespół nie wniesie wartości dodanej do Formuły 1. Mimo to w kwietniu Andretti kontynuował przygotowania do debiutu w Formule 1, otwierając swoją siedzibę w Silverstone.
We wrześniu 2024 roku Michael Andretti zrezygnował z zarządzania Andretti Global, a jego obowiązki przejął Dan Towriss. W listopadzie Formuła 1, FIA i General Motors osiągnęły porozumienie, w myśl którego Cadillac zadebiutuje w charakterze zespołu i konstruktora w 2026 roku. Plany zakładają wykorzystanie bazy Andrettiego, a także używanie jednostek napędowych własnej produkcji od 2028 roku.
Na początku grudnia 2024 roku szefem zespołu został Graeme Lowdon. W tym okresie ogłoszono również, że dostawcą jednostek napędowych dla Cadillaka w latach 2026–2027 będzie Ferrari.

## Wyniki
| Legenda oznaczeń w tabelach wyników Wyświetl szablon na nowej stronie | Legenda oznaczeń w tabelach wyników Wyświetl szablon na nowej stronie                                                                     |
| Oznaczenie                                                            | Wyjaśnienie |
| --------------------------------------------------------------------- | --- |
| Złoty                                                                 | Zwycięzca lub mistrzostwo |
| Srebrny                                                               | 2. miejsce lub wicemistrzostwo |
| Brązowy                                                               | 3. miejsce lub II wicemistrzostwo |
| Zielony                                                               | Ukończył, punktował (w klasyfikacji generalnej, gdy zdobył co najmniej jeden punkt na przestrzeni sezonu, poza trzema powyższymi opcjami) |
| Niebieski                                                             | Ukończył, nie punktował (w klasyfikacji generalnej, gdy nie zdobył co najmniej jednego punktu na przestrzeni sezonu)                      |
| Czerwony                                                              | Nie zakwalifikował się (NZ) |
| Czerwony                                                              | Nie prekwalifikował się (NPK) |
| Różowy                                                                | Nie ukończył (NU) |
| Różowy                                                                | Niesklasyfikowany (NS) (w klasyfikacji generalnej, gdy nie został sklasyfikowany w żadnym wyścigu sezonu)                                 |
| Czarny                                                                | Zdyskwalifikowany (DK) |
| Czarny                                                                | Wykluczony (WYK/EX) |
| Biały                                                                 | Nie wystartował (NW) |
| Biały                                                                 | Kontuzjowany (K/INJ) |
| Biały                                                                 | Wyścig odwołany (OD/C) |
| Bez koloru                                                            | Został wycofany (WYC/WD) |
| Bez koloru                                                            | Nie przybył (NP/DNA) |
| Bez koloru                                                            | Nie brał udziału w treningach (NT/DNP) |
| Bez koloru                                                            | Nie został zgłoszony (–) |
| Pogrubienie                                                           | Start z pole position |
| Kursywa                                                               | Najszybsze okrążenie wyścigu |
| †                                                                     | Nie ukończył, ale jego rezultat został zaliczony ze względu na przejechanie więcej niż 90% dystansu wyścigu.                              |
| *                                                                     | Sezon w trakcie |
| 1/2/3                                                                 | Punktowana pozycja w sprincie kwalifikacyjnym                                                                                             |
| Lista systemów punktacji Formuły 1                                    | |

### Dostawca silników
| Sezon | Konstruktor  | Kierowcy        | Wyniki w poszczególnianych eliminacjach | Wyniki w poszczególnianych eliminacjach | Wyniki w poszczególnianych eliminacjach | Wyniki w poszczególnianych eliminacjach | Wyniki w poszczególnianych eliminacjach | Wyniki w poszczególnianych eliminacjach | Wyniki w poszczególnianych eliminacjach | Wyniki w poszczególnianych eliminacjach | Wyniki w poszczególnianych eliminacjach | Wyniki kierowców | Wyniki kierowców | Wyniki konstruktora | Wyniki konstruktora |
| 1952  |              |                 | Szwajcaria                              | Stany Zjednoczone                       | Belgia                                  | Francja                                 | Wielka Brytania                         |                                         | Holandia                                | Włochy                                  |                                         | Pkt.             | Msc.             | Pkt.                | Msc.                |
| ----- | ------------ | --------------- | --------------------------------------- | --------------------------------------- | --------------------------------------- | --------------------------------------- | --------------------------------------- | --------------------------------------- | --------------------------------------- | --------------------------------------- | --------------------------------------- | ---------------- | ---------------- | ------------------- | ------------------- |
| 1952  | Kurtis Kraft | Johnny Fedricks | –                                       | NZ                                      | –                                       | –                                       | –                                       | –                                       | –                                       | –                                       |                                         | 0                | NS               | –                   | –                   |
| 1953  |              |                 | Argentyna                               | Stany Zjednoczone                       | Holandia                                | Belgia                                  | Francja                                 | Wielka Brytania                         |                                         | Szwajcaria                              | Włochy                                  | Pkt.             | Msc.             | Pkt.                | Msc.                |
| 1953  | Kurtis Kraft | Bill Homeier    | –                                       | NZ                                      | –                                       | –                                       | –                                       | –                                       | –                                       | –                                       | –                                       | 0                | NS               | –                   | –                   |

1. 1 2 3 4  Do sezonu 1957 włącznie nie przyznawano punktów w klasyfikacji konstruktorów.